# Hotel Europejski

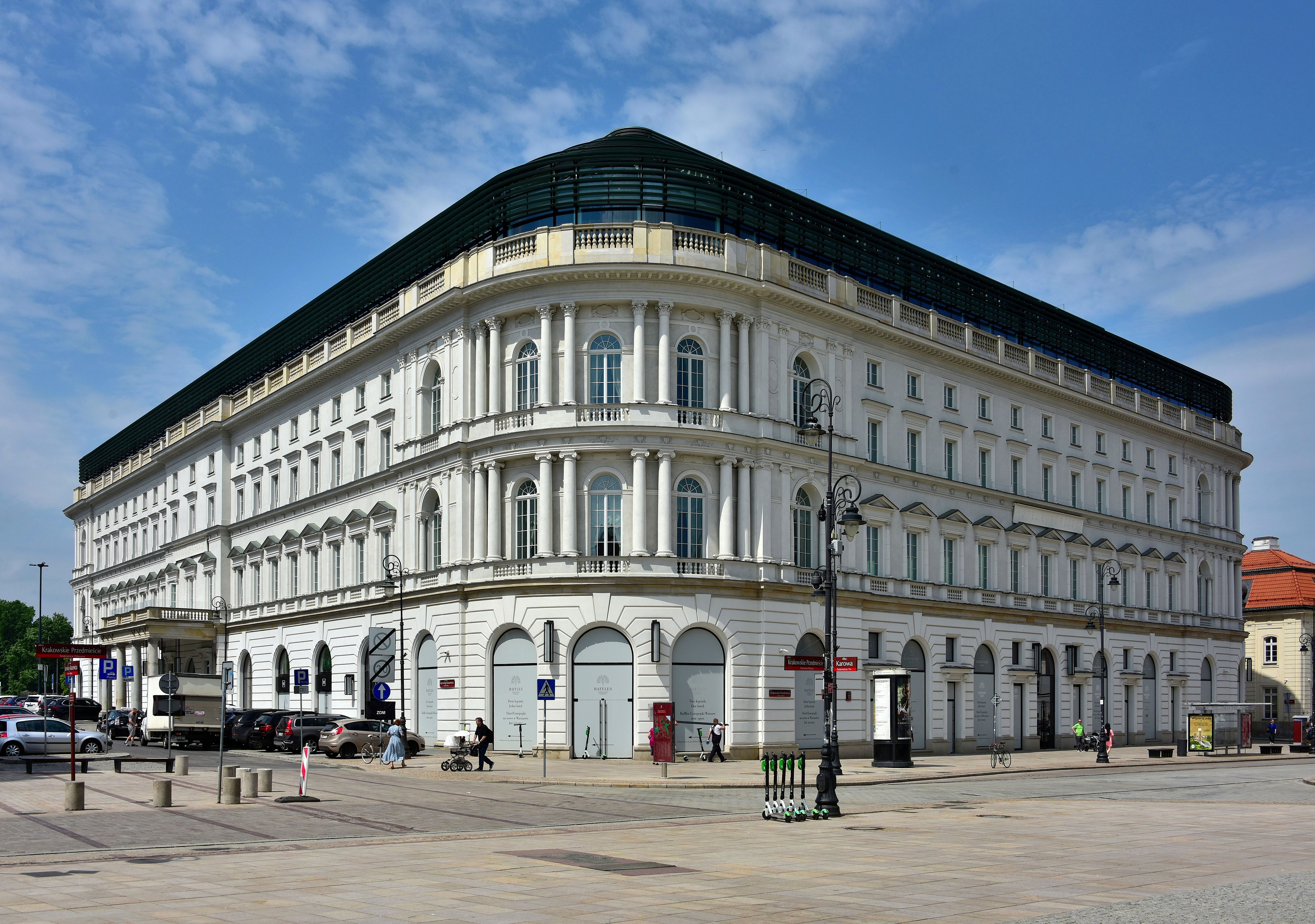
Hotel Europejski von der Krakowskie Przedmieście aus

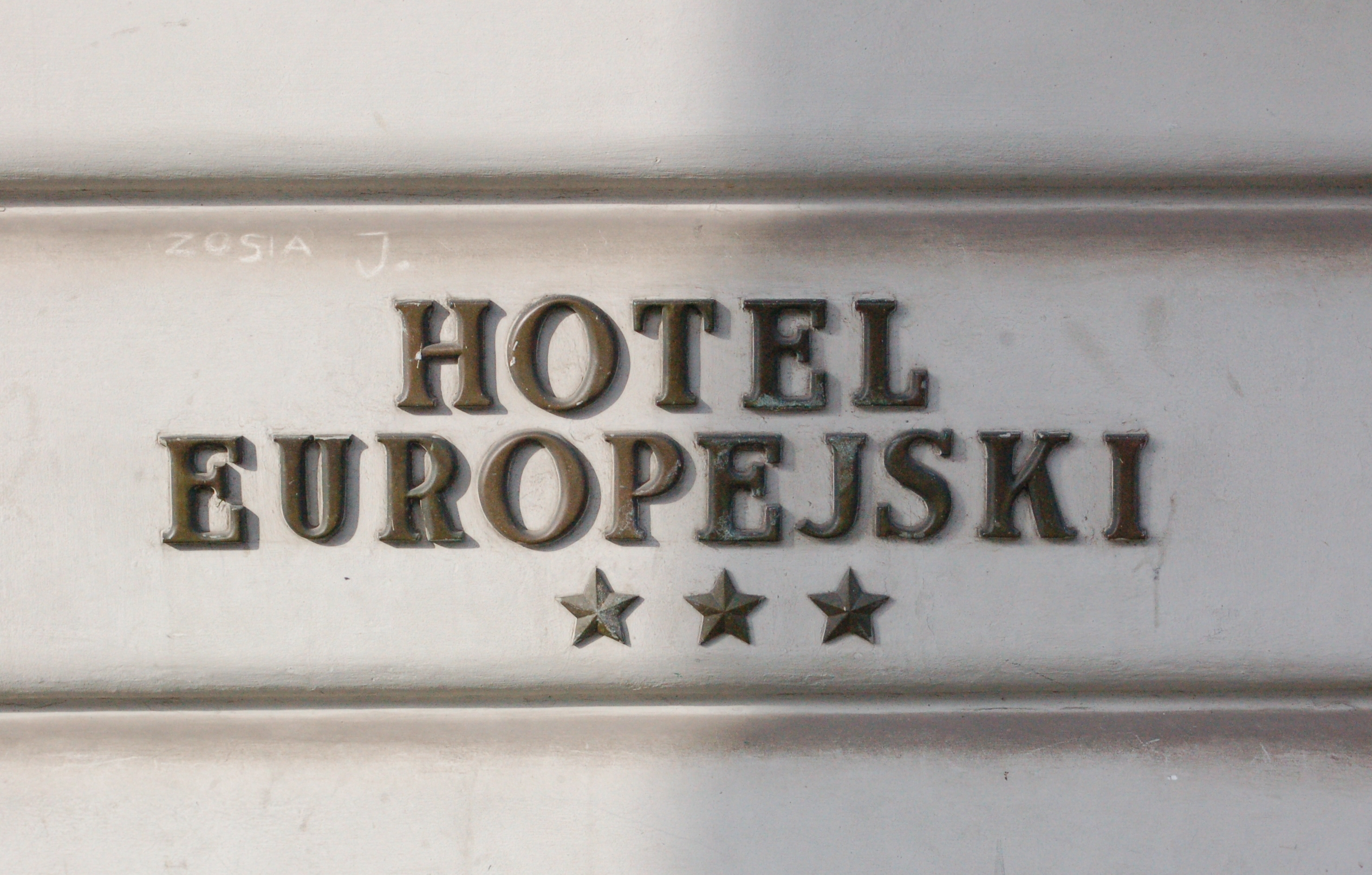
Nach der Wende nur noch ein 3-Sterne-Hotel

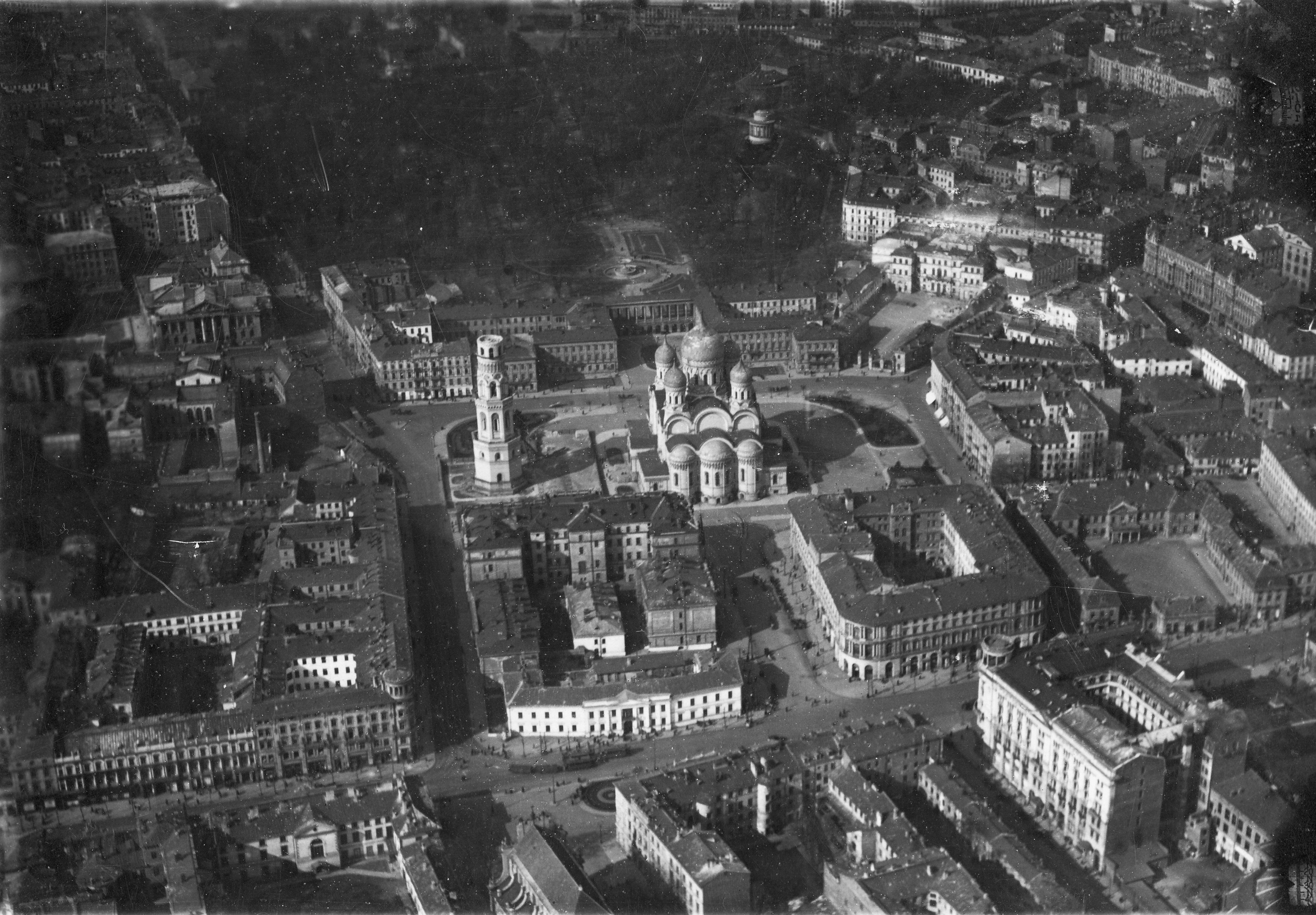
Das Hotel in den 1920ern (Block auf der rechten Bildhälfte), auf dem heutigen Piłsudski-Platz stand damals noch die Alexander-Newski-Kathedrale

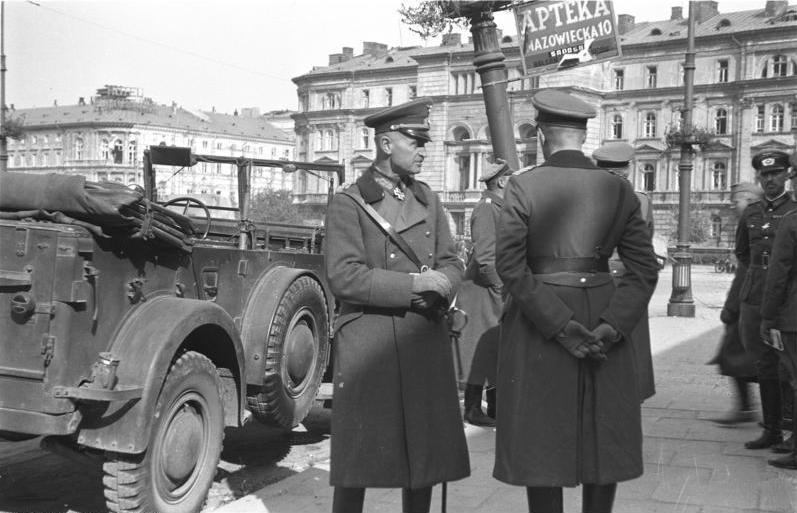
General Johannes Blaskowitz (links) neben General Maximilian von Weichs im Herbst 1939 in Warschau. Links im Hintergrund das Hotel Europejski

Das Hotel Europejski (polnisch: Europa-Hotel, auch Europäischer Hof oder Hôtel de l’Europe genannt) wurde in mehreren Bauabschnitten von 1855 bis 1877 an der Warschauer Prachtstraße Krakowskie Przedmieście errichtet. Das im Neorenaissancestil errichtete Gebäude galt bis in die 1910er Jahre als eines der luxuriösesten Hotels Europas. Im Zweiten Weltkrieg wurde es weitgehend zerstört und in den späten 1950er Jahren wiederaufgebaut. Es diente bis 2005 als Hotel der Orbis-Gruppe (unter der Marke Hotel Orbis Europejski) und ist seitdem nur noch teilweise vermietet. Die Besitzer planen eine umfassende Renovierung und Wiedereröffnung als Hotel. Es wäre dann das älteste noch genutzte Hotel Warschaus.

## Lage
Das Hotel liegt zwischen der Krakowskie-Przedmieście-Straße (im Osten) und dem Piłsudski-Platz (im Westen). Der Haupteingang befindet sich an der südlich gelegenen General-Tokarzewski-Karaszewicz-Straße auf deren gegenüberliegender Straßenseite sich der Eingang zur Kaserne der Warschauer Garnisonskommandantur (angrenzend an das „Haus ohne Kanten“) befindet. Im Norden verläuft die Ossoliński-Straße, angrenzend befindet sich hier der Potocki-Palast. Gegenüber dem Europejski befindet sich an der Krakowskie-Przedmieście-Straße das Bristol-Hotel. In unmittelbarer Nähe befindet sich Norman Fosters „Metropolitan“-Gebäude. Bis 1926 befand sich ebenfalls im Nahbereich die Alexander-Newski-Kathedrale
Die offizielle Anschrift des Hotels lautet Krakowskie-Przedmieście-Straße 13.

## Geschichte
Im 17. Jahrhundert befand sich anstelle des heutigen Gebäudes ein Gut. Später errichtete Stefan Wierzbowski, Bischof von Posen und Gründer von Nowa Jerozolima (heute die Stadt Góra Kalwaria) hier einen Palast. Im Jahr 1687 fiel der Palast in den Besitz der Familie Radziwiłł und folgend an Jerzy I. Lubomirski aus Słuszków. Die älteste bekannte Ansicht des Gebäudes stammt aus der Zeit um 1726, damals war es ein einstöckiges Gebäude mit einer zweistöckigen Frontfassade. Nach dem Tod von Lubomirski im Jahre 1753 wurde der Palast von Ignacy Ogiński, dem Großmarschall von Litauen, erworben. Die Fassaden wurden unter ihm im Rokoko-Stil ausgestaltet. Zur Zeit Ogińskis kam es zu einem Skandal, als der seinen Gutsverwalter anklagte, Bäuerinnen vergewaltigt zu haben.
Der nächste Eigentümer war der Großhetman Litauens und Komponist Michał Kazimierz Ogiński. Im Jahre 1790 übernahm dann der Politiker und Komponist Michał Kleofas Ogiński das Herrenhaus; er veranstaltete hier bedeutende Konzerte und Bälle. Nach dem Sturz der Republik verließ Ogiński Warschau. Der Palast ging in die Hände von Józef Puzyna de Kosielsko und 1804 an Ferdynand und Rozalia Gerlach über. Gerlach, der aus einer zu Wohlstand gelangten Warschauer Tischler-Familie stammte, baute den Palast zu einem Rasthaus und später zu einem größeren Hotel um. Das Erdgeschoss wurde an Ladengeschäfte vermietet – darunter an eines der ersten Foto-Studios in Warschau (Jan Mieczkowski).
1855 erwarb die Firma Przeździecki & Pusłowski das Hotel von Gerlach und errichtete an seiner Stelle in mehreren Etappen (von 1855 bis 1859 und von 1876 bis 1877) nach einem Projekt von Chefarchitekt Henryk Marconi, dessen Gehilfen Marceli Berendt, seinem Sohn Leandro Marconi sowie seinem Bruder Ferrante Marconi (Stuckateur) ein luxuriöses Hotel im sogenannten „römischen Renaissancestil“. Nach seiner Fertigstellung löste es das benachbarte Hotel Angielski als „erstes Haus am Platz“ ab. Im 19. Jahrhundert galt das Europejski als eines der besten Hotels in Mitteleuropa und als das modernste im Russischen Reich. Das elegante Haus mit seinen charakteristischen, gerundeten Ecken aus großen Fenstern und ionischen auf der ersten und korinthischen Säulen auf der zweiten Etage war im Inneren großzügig ausgestattet und verfügte über ein Restaurant, eine Konditorei, ein Billardzimmer, einen Leseraum, den „Pompejischen Saal“ sowie einen Bankettsaal. Im ersten Stock gab es verschiedene Luxus-Apartments, während im zweiten Stock Ende der 1870er Jahre der „Salon der bildenden Künste“ von Józef Chełmoński eröffnet wurde. In dem Atelier arbeiteten unter Anderen Stanisław Witkiewicz, Antoni Piotrowski und Stanisław Masłowski. Das Gebäude wurde später mehrmals umgebaut (so erfolgte 1907 ein Generalumbau), verlor aber nie die Merkmale der Renaissance.
In der Zwischenkriegszeit wurde die Eigentümerfirma in eine Aktiengesellschaft mit den Gesellschaftern Zofia Czetwertyńska und Jan Przeździecki umgewandelt und erhielt den Namen Hotel Europejski Spółka Akcyjna (HESA). Im Jahr 1944 brannte das Gebäude infolge des Warschauer Aufstandes weitgehend aus. 1945 erhielt Stefan Czetwertyński vom städtischen Wiederaufbaubüro (Biuro Odbudowy Stolicy) die Genehmigung, das Hotel wieder aufzubauen. Bevor es dazu kam, wurden die Besitzer 1948 per Dekret der Bierut-Regierung enteignet. 1949 wurden Teile des Gebäudes unter Bohdan Pniewski wieder aufgebaut und bis 1959 zunächst der Politischen Militärakademie (Wojskowa Akademia Polityczna) des Verteidigungsministeriums und später dem Ministerium für Verkehr zur Nutzung zugeteilt.
Im Jahr 1959 übernahm der staatliche Tourismuskonzern Orbis das Gebäude, veranlasste den kompletten Wiederaufbau und eröffnete am 2. Juli 1962 das Hotel als „Orbis Europejski“. Die Fassade wurde originalgetreu wiederhergestellt, im Innenbereich kam es zu Anpassungen. Vor dem Bau der modernen Hotels Victoria, Solec und Forum war das Europejski das beste Hotel am Platz. 1965 gab die Band The Golden Gate Quartet hier ihr einziges Konzert in Polen.
1993 wurde von der Erbengemeinschaft der Vorkriegsbesitzer das Unternehmen HESA reaktiviert. Es folgten jahrelange Gerichtsverfahren um die Rückgabe, bis schließlich die letzte Instanz (Naczelny Sąd Administracyjny – NSA) Grundstück und Gebäude den Erben zusprach. Im Jahr 2005 erfolgte die Eigentumsrückübertragung. In Folge wurde am 30. Juni 2005 der Hotelbetrieb von Orbis eingestellt. Gleichzeitig erklärten die Erben, dass sie das Hotel modernisieren und wieder zu einem Luxushotel entwickeln würden.

## Zukunftspläne
Es war geplant, das Hotel bis Ende 2012 für rund 50 Millionen Złoty grundlegend zu renovieren und modernen Anforderungen von Geschäftsreisenden entsprechend umzubauen. Zu den bestehenden vier Etagen soll eine weitere – voraussichtlich zur Nutzung als Bürofläche – entstehen. Um die dazu notwendige Erhöhung des Gebäudes um drei Meter wurde jahrelang zwischen Investoren und dem Denkmalschutzamt der Stadt verhandelt. Eine geplante Anlage von Tiefgaragenplätzen unter dem Gebäude sowie das Ersetzen eines Gebäudes im Innenhof des Hotels war dagegen unstrittig. Gemäß der Ende 2010 erteilten Umbaugenehmigung müssen im Innenbereich noch vorhandene historische Dekorationselemente erhalten bleiben. Bislang weitgehend ungenutzte Dachräume dürfen ausgebaut werden. Das Aufsetzen eines zusätzlichen Stockwerks wurde schließlich erlaubt, darf das derzeitige Aussehen des Gebäudes aber nicht verändern. Es wird angenommen, dass das zusätzliche Stockwerk im vorhandenen Dachraum untergebracht werden kann, es somit zu keiner Aufstockung des Gebäudeäußeren kommt. Ursprünglich geplante zusätzliche Gauben dürfen nicht in das Dach eingebaut werden. Derzeit werden einige Räume – vor allem im Erdgeschoss – an Firmen und Restaurantbetreiber vermietet.